# District de Khongxedone
Le district de Khongxedone est un district situé dans la province de Saravane dans le sud du Laos.